# Linha Guapimirim
A Linha Guapimirim: Saracuruna ↔ Guapimirim é uma das linhas de trens metropolitanos da SuperVia.

## Histórico
Operado pela SuperVia em bitola métrica com locomotivas movidas a diesel, os trens circulam com intervalos de mais de 2 horas. É praticamente um trem regional que circula por uma região de pequeno adensamento no fundo da Baía de Guanabara, cortando as sedes dos municípios de Magé e Guapimirim na Baixada Fluminense, no Grande Rio. A viagem dura cerca de 1 hora e 20 minutos.
Este ramal opera em um trecho comum com trilhos concedidos à operadora de cargas Ferrovia Centro Atlântica, entre Saracuruna e Magé. Entre Magé e Guapimirim, corresponde a um trecho da antiga Estrada de Ferro Teresópolis, que teve o trecho de serra entre Guapimirim e Teresópolis suprimido em meados de 1957.
Era operado pela Central Logística até maio de 2011. No dia 29 de Maio de 2011, o Governo do Estado transferiu a operação da linha para a SuperVia.
Atualmente nenhuma pessoa paga para ir até Saracuruna no ramal, por não ser modernizado. A cobrança de R$3,70 reais, antes realizada na Estação Magé, foi suspensa pela concessionária no dia 13 de Fevereiro de 2023.
Com a reabertura de duas estações do Ramal Guapimirim, Magé volta a ser a cidade com o maior números de estações de trem do estado do Rio de Janeiro, excluíndo a Capital.
No dia 04 de Agosto de 2020 foram instaladas câmeras de vigilância abastecidas por energia solar em todas as estações do Ramal Guapimirim.

## Especificações

### Alimentação
A Linha Guapimirim é alimentada por locomotivas movidas a diesel.

### Frota
A Linha Guapimirim possui uma frota baseada principalmente nos GE da Série U12

### Estações
Em seu trajeto, a linha possui 19 estações, mas apenas 15 estão em funcionamento. Durante o percurso, as composições passam por locais onde funcionaram estações atualmente desativadas do sistema: Bongaba, Parada Mauá, Parada Fabrica EMAQ e Parada Maringá.
Com a reabertura das estação Santa Dalila e Santa Guilhermina deste ramal, Magé voltou a ser a cidade com o maior número de estações de trens urbanos do estado depois da cidade do Rio de Janeiro.

## Estações
| Trigrama | Estação                  | Tempo de Percurso (min) | Comentários                                               | Bairro              | Município       |
| -------- | ------------------------ | ----------------------- | --------------------------------------------------------- | ------------------- | --------------- |
| SRC      | Saracuruna               | —                       | Transferência para as linhas Vila Inhomirim e Saracuruna. | Saracuruna          | Duque de Caxias |
| PQE      | Parque Estrela           | —                       | Reformada e reinaugurada em 15 de Setembro de 2012.       | Parque Estrela      | Magé            |
| BGB      | Bongaba                  | —                       | Desativada pela SuperVia                                  | Bongaba             | Magé            |
| MUA      | Parada Mauá              | —                       | Desativada pela SuperVia                                  | Jardim da Prata     | Magé            |
| STD      | Parada Santa Dalila      | —                       | Reformada, reinaugurada e reativada em 2018               | Santa Dalila        | Magé            |
| SUR      | Suruí                    | —                       |                                                           | Suruí               | Magé            |
| STG      | Parada Santa Guilhermina | —                       | Reformada, reinaugurada e reativada em 2018               | Barão de Iriri      | Magé            |
| EMQ      | Parada Fabrica EMAQ      | —                       | Desativada pela SuperVia                                  | Parque Boneville    | Magé            |
| IRI      | Parada Iriri             | —                       | Reinaugurada e reformada em 2013                          | Parque Iriri        | Magé            |
| MGE      | Magé                     | —                       |                                                           | Centro (Magé)       | Magé            |
| JNM      | Jardim Nova Marília      | —                       |                                                           | Jardim Nova Marília | Magé            |
| MRG      | Parada Maringá           | —                       | Desativada pela SuperVia                                  | Nova Marília        | Magé            |
| JRO      | Jororó                   | —                       |                                                           | Jororó              | Magé            |
| CTR      | Citrolândia              | —                       | Estação localizada na divisa de Magé e Guapimirim         | Citrolândia         | Magé            |
| IDL      | Parada Ideal             | —                       |                                                           | Parada Ideal        | Guapimirim      |
| JDG      | Jardim Guapimirim        | —                       |                                                           | Jardim Guapimirim   | Guapimirim      |
| MDL      | Parada Modelo            | —                       |                                                           | Parada Modelo       | Guapimirim      |
| BNL      | Parada Bananal           | —                       | Reformada e reinaugurada em 2013                          | Bananal             | Guapimirim      |
| GPM      | Guapimirim               | —                       | Antigo início de subida da serra em direção à Teresópolis | Centro (Guapimirim) | Guapimirim      |